# 毛家皂镇
毛家皂镇，是中华人民共和国山西省朔州市怀仁市下辖的一个乡镇级行政单位。

## 行政区划
毛家皂镇下辖以下地区：
毛家皂村、温庄村、裴家窑村、前村、后村、边店村、李家场村、大寨村、杨谷庄村、南彦庄村、霸王店村、秀女村、王家堡村、柳东营村、里八庄村、东作里村、新铺村和支家小村。